# 汪晉徵
汪晉徵（1639年—1709年），字符尹，號涵齋、室名雙溪草堂，江南徽州府休寧縣（今安徽省黃山市休寧縣）人，清朝政治人物。同进士出身。

## 生平
康熙十六年，鄉試中舉；康熙十八年（1679年），登進士，授翰林院庶吉士，任吏科給事中、武會試同考官、戶科掌印給事中。康熙二十六年，任湖廣鄉試正考官。后擔任順天府府丞、太常寺少卿、大理寺少卿、光祿寺卿。康熙四十三年，任順天府府尹，次年任左副都御史。康熙四十五年，任戶部右侍郎督理錢法；次年升戶部左侍郎。著有《雙溪草堂詩集》。

## 家族
有子汪升英、汪文炯、汪啟英、汪倬、汪偀、汪文英、汪世英。